# خفاش حر الذيل الأوروبي
خفاش حر الذيل الأوروبي (Tadarida teniotis) هو نوع من خفافيش حرة الذيل يتواجد في مناطق العالم القديم ويسمى أيضاً بخفاش البولدوغ وذلك بسبب وجود تجاعيد بوجهه تشبه كلب البولدوغ، يتواجد هذا الخفاش في مناطق البحر الأبيض المتوسط وعلى طول قارتي آسيا وأوروبا والجبال وله القدرة على العيش في المناطق التي تصل ارتفاعها لأكثر من 3000 متر فوق سطح البحر، كذلك كان له تواجد في مناطق أقصى شرق آسيا في اليابان وشبه الجزيرة الكورية وتايوان.